# Championnat du Costa Rica d'échecs
Le championnat du Costa Rica d'échecs est une compétition organisée par la fédération d'échecs du Costa Rica. Sa première édition a eu lieu en 1927.

## Vainqueurs du championnat mixte
|    | Année | Vainqueur                      |
| -- | ----- | ------------------------------ |
| 1  | 1927  | Rómulo Salas                   |
| 2  | 1930  | Juan José Loria                |
| 3  | 1937  | Carlos M. Valverde             |
| 4  | 1938  | Joaquín Gutiérrez              |
| 5  | 1939  | Joaquín Gutiérrez              |
| 6  | 1940  | Carlos M. Valverde             |
| 7  | 1941  | Carlos M. Valverde             |
| 8  | 1942  | Carlos M. Valverde             |
| 9  | 1943  | Joaquín Gutiérrez              |
| 10 | 1944  | Joaquín Gutiérrez              |
| 11 | 1945  | Carlos M. Valverde             |
| 12 | 1946  | Antonio Rojas                  |
| 13 | 1947  | Rogelio Sotela                 |
| 14 | 1948  | Jaime Soley                    |
| 15 | 1949  | Rogelio Sotela                 |
| 16 | 1950  | Rogelio Sotela                 |
| 17 | 1951  | Rogelio Sotela                 |
| 18 | 1952  | Ricardo Charpentier            |
| 19 | 1953  | Ricardo Charpentier            |
| 20 | 1954  | Ricardo Charpentier            |
| 21 | 1955  | Ricardo Charpentier            |
| 22 | 1956  | Ricardo Charpentier            |
| 23 | 1957  | Ricardo Charpentier            |
| 24 | 1958  | Ricardo Charpentier            |
| 25 | 1959  | Ricardo Charpentier            |
| 26 | 1960  | Pablo Amighetti                |
| 27 | 1961  | José Ma. Soto                  |
| 28 | 1962  | Walter Field                   |
| 29 | 1963  | Pablo Amighetti                |
| 30 | 1964  | Samuel Li Chen                 |
| 31 | 1965  | Fernando Montero               |
| 32 | 1966  | Fernando Montero               |
| 33 | 1968  | Alfonso Morales                |
| 34 | 1969  | Jorge Van der Laat             |
| 35 | 1970  | Fernando Aguilar               |
| 36 | 1971  | Fernando Aguilar               |
| 37 | 1972  | Juan León Jiménez              |
| 38 | 1973  | Jaime Vaglio                   |
| 39 | 1974  | Fernando Montero               |
| 40 | 1975  | Juan León Jiménez              |
| 41 | 1976  | Jaime Vaglio                   |
| 42 | 1977  | Juan León Jiménez              |
| 43 | 1978  | Juan León Jiménez              |
| 44 | 1979  | William Charpentier            |
| 45 | 1980  | William Charpentier            |
| 46 | 1981  | William Charpentier            |
| 47 | 1982  | Eduardo Piza                   |
| 48 | 1983  | Alexis Vargas                  |
| 49 | 1984  | Francis Mayland                |
| 50 | 1985  | William Charpentier            |
| 51 | 1986  | Jaime Vaglio                   |
| 52 | 1987  | William Charpentier            |
| 53 | 1989  | William Charpentier            |
| 54 | 1990  | Bernal González Acosta         |
| 55 | 1991  | Bernal González Acosta         |
| 56 | 1992  | Sergio Minero                  |
| 57 | 1993  | Bernal González Acosta         |
| 58 | 1994  | Alexis Murillo Tsijli          |
| 59 | 1995  | Bernal González Acosta         |
| 60 | 1996  | Bernal González Acosta         |
| 61 | 1997  | Alexis Murillo Tsijli          |
| 62 | 1998  | Leonardo Valdés                |
| 63 | 1999  | Sergio Minero                  |
| 64 | 2000  | Bernal González Acosta         |
| 65 | 2001  | Bernal González Acosta         |
| 66 | 2002  | Leonardo Valdés                |
| 67 | 2003  | Manuel Bernal González         |
| 68 | 2004  | Sergio Minero                  |
| 69 | 2005  | Bernal González Acosta         |
| 70 | 2006  | Bernal González Acosta         |
| 71 | 2007  | Leonardo Valdés                |
| 72 | 2008  | Bernal González Acosta         |
| 73 | 2009  | Mauricio Arias Santana         |
| 74 | 2010  | Bernal González Acosta         |
| 75 | 2011  | Bernal González Acosta         |
| 76 | 2012  | Leonardo Valdés                |
| 77 | 2013  | Bernal González Acosta         |
| 78 | 2014  | Alexis Murillo Tsijli          |
| 79 | 2015  | Sergio Minero                  |
| 80 | 2016  | Bernal González Acosta         |
| 81 | 2017  | Jorge Baules                   |
| 82 | 2018  | Mauricio Arias Santana         |
| 83 | 2019  | Sergio Duran Vega              |
| 84 | 2020  | Sergio Minero                  |
|    | 2021  |                                |
|    | 2022  | Leonardo Valdés Romero (es)[1] |
|    | 2023  | Emmanuel Jiménez[2]            |
|    | 2024  | Emmanuel Jiménez               |

## Vainqueurs du championnat féminin
Le championnat féminin se tient de manière discontinue depuis sa première édition en 1938
.
| Nr | Année | Vainqueur                     |
| -- | ----- | ----------------------------- |
| 1  | 1938  | Rosalía Escalante de Serrano  |
| 2  | 1977  | Emma Hernández                |
| 3  | 1989  | Natalia Chaves Quiros         |
| 4  | 1990  | Laura Granados Herrera[4]     |
| 4  | 1991  | Laura Granados Herrera        |
| 6  | 1992  | Natalia Chaves Quiros         |
| 7  | 1993  | Karla Ramírez Jimenez[5]      |
| 8  | 1994  | Meylin Villegas Loaiza        |
|    | 1995  | édition annulée[6]            |
| 9  | 1996  | Karla Ramírez Jimenez         |
| 10 | 1997  | Meylin Villegas Loaiza        |
| 11 | 1998  | Meylin Villegas Loaiza        |
| 12 | 1999  | Meylin Villegas Loaiza        |
| 13 | 2000  | Meylin Villegas Loaiza        |
| 14 | 2001  | Carolina Muñoz Solis          |
| 15 | 2002  | Sofia Lowsky                  |
| 16 | 2003  | Meilyn Villegas Loaiza        |
| 17 | 2004  | Carolina Muñoz Solis          |
| 18 | 2005  | Carla da Bosco Solano Arreola |
| 19 | 2006  | Carla da Bosco Solano Arreola |
| 20 | 2007  | Shirley Trejos Perez          |
| 21 | 2008  | Shirley Trejos Perez          |
| 22 | 2009  | Carolina Muñoz Solis          |
| 23 | 2010  | Carolina Muñoz Solis          |
| 24 | 2011  | Carolina Muñoz Solis          |
| 25 | 2012  | Olga Gamboa Alvarado          |
| 26 | 2013  | Olga Gamboa Alvarado          |
| 27 | 2014  | Maria Rodriguez Arrieta       |
| 28 | 2015  | Olga Gamboa Alvarado          |
| 29 | 2016  | Maria Rodriguez Arrieta       |
| 30 | 2017  | Maria Rodriguez Arrieta       |
| 31 | 2018  | Thais Castillo Morales        |
| 32 | 2019  | Tania Hernandez               |
| 33 | 2022  | Tania Hernández[7]            |
| 34 | 2023  | Kristel Díaz Charpentier[2]   |
| 35 | 2024  | Kristel Diaz Charpentier[8]   |